# Jemaah Ansharut Daulah
 (mars 2019).
Si vous disposez d'ouvrages ou d'articles de référence ou si vous connaissez des sites web de qualité traitant du thème abordé ici, merci de compléter l'article en donnant les références utiles à sa vérifiabilité et en les liant à la section « Notes et références ».
Pour les articles homonymes, voir JAD.
Le Jamaah Ansharud Daulah ou JAD est une organisation fondée en 2015 en Indonésie par divers groupes locaux qui soutiennent l'État islamique.
Le 10 janvier 2017, le Département d'État des États-Unis a désigné la JAD comme "a Specially Designated Global Terrorist".
La police indonésienne attribue à la JAD l'attentat de Jakarta du 24 mai 2017 à la gare de bus de Kampung Melayu dans l'est de la capitale, où deux attaquants suicide et trois policiers ont trouvé la mort et 11 personnes ont été blessées, dont 5 civils et 6 policiers.